# Новопоселенна Таяба
Новопоселенна Таяба́ (рос. Новопоселенная Таяба, чув. Каркалар) — присілок у складі Яльчицького району Чувашії, Росія. Входить до складу Малотаябинського сільського поселення.
Населення — 103 особи (2010; 149 у 2002).
Національний склад:
- чуваші — 99 %